# Julius Geber
Julius August Geber, född 1816, död 1876, var en svensk grosshandlare och bankir.

## Biografi
Julius Geber grundade bland annat bankirfirman Julius Geber & Co.

## Familj
Geber var gift med Hilda Philipson och fick med henne sönerna Hugo Geber, Martin Geber och Philip Geber.